# Małgorzata Domagalik
Małgorzata Domagalik-Hecht (ur. 19 lutego 1957 we Wrocławiu) – polska dziennikarka, publicystka, pisarka, autorka programów telewizyjnych i felietonistka.

## Życiorys
Urodziła się 19 lutego 1957 roku. Ukończyła II Liceum Ogólnokształcące im. Stanisława Wyspiańskiego w Legnicy. W latach 2003–2017 redaktor naczelna miesięcznika „Pani” (z krótką przerwą w 2005). Autorka i prowadząca programy telewizyjne Męski Striptiz, Tabu, Mieszane Uczucia i Gorączka (w TVP2). Laureatka Wiktora dla największej osobowości telewizyjnej.
W 2005 wspólnie z Januszem L. Wiśniewskim opublikowała 188 dni i nocy – zbiór e-mailowych rozmów o współczesnych kobietach i mężczyznach, przyjaźni, miłości, samotności, zdradzie i feminizmie. Od września 2009 do czerwca 2010 prowadziła co niedzielę program publicystyczny Ona i on na antenie telewizji TVN24. Do studia zapraszani byli mężczyźni z dziedziny kultury, sztuki, nauki, show businessu.
Jest felietonistką, m.in. tygodnika „Wprost”. Pełni funkcję prezesa Fundacji „Ludzki Gest” Jakuba Błaszczykowskiego.
W latach 2021-2024 była prowadzącą programu Niech gadają, emitowanego na Kanale Sportowym w serwisie YouTube. W audycji dziennikarka przeprowadzała rozmowy ze sportowcami, osobami interesującymi się sportem oraz ludźmi kultury.

## Odznaczenia
W 2003 została odznaczona Krzyżem Kawalerskim Orderu Odrodzenia Polski.

## Książki
- 1997: Harpie, piranie, anioły (razem z Krystyną Koftą ISBN 83-87021-05-9)
- 1998: Serce na sznurku (ISBN 83-207-1609-8)
- 2001: Siostrzane uczucia (ISBN 83-88221-62-0)
- 2005: 188 dni i nocy (ISBN 83-60207-20-8) razem z Januszem L. Wiśniewskim
- 2008: Między wierszami (ISBN 978-83-7414-528-2) razem z Januszem L. Wiśniewskim
- 2015: Kuba (ISBN 978-83-280-1943-0) razem z Jakubem Błaszczykowskim
- 2020: W grze (ISBN 978-83-280-7533-7) razem z Jerzym Brzęczkiem